# Maria José de Lancastre
Maria José de Lancastre de Melo Sampaio (17 de abril 1946 em Lisboa, Portugal) foi uma professora de literatura e editora portuguesa. Foi casada com o escritor Antonio Tabucchi .

## Vida
Filha da 3.ª Baronesa de Pombeiro de Riba Vizela e de um alto funcionário do Ministério de Além-Mar, por sua vez descendente do 4.º Conde das Alcáçovas, Maria José de Lancastre nasceu e cresceu na freguesia de São Mamede, em Lisboa, sob o regime de Salazar. Em entrevista publicada no diário italiano la Repubblica, descreveu a sua pátria, e até mesmo o bairro, em que viveu até aos 20 anos, da seguinte forma: “Chega sempre o momento em que se diz: agora me vou embora. E alguns países tornam a escolha mais fácil porque irreais, opressores, remotos, fechados. Assim foi o meu Portugal, a minha Lisboa".

### Estudo e Pesquisa
Lancastre frequentou o Curso de Românicas na Faculdade de Letras da Universidade Clássica de Lisboa. Em 1967 mudou-se para Itália e licenciou-se pela Università di Pisa, onde iniciou também a sua carreira acadêmica. Lá chegou ao grau de professora ordinária e desde então ocupou a cadeira de literatura portuguesa.
De 1977 a 1989 foi codiretora da revista Quaderni portoghesi fundada por Luciana Stegagno-Picchio.
O enfoque da investigação e da atividade editorial de Lancastre foi na literatura portuguesa dos séculos XVI e XX. Por exemplo, publicou uma edição crítica do drama O Auto das Padeiras da Escola Vicentina e, por outro lado, juntamente com o seu marido e companheiro Antonio Tabucchi, dedicou-se apaixonadamente aos escritores do modernismo português, nomeadamente a Fernando Pessoa, Mário de Sá-Carneiro e Camilo Pessanha. Juntamente com Antonio, Lancastre traduziu para italiano grande parte da obra de Fernando Pessoa e dos seus heterónimos.

### Vida privada
Lancastre e Tabucchi, que se conheceram na praia em Portugal em 1965, casaram-se no dia 10 de janeiro de 1970. Da relação resultaram duas crianças, a primeira de nome Michele, nascido em 1970, e a segunda de nome Teresa Marina, nascida em 1973.

## Publicações
- Quaderni portoghesi . Pisa: Giardini, 1977-1989. [Revista].[6]
- Una sola moltitudine . Milão : Adelphi, 1979-1984.[7]
- Fernando Pessoa, uma fotobiografia . Lisboa: Imprensa Nacional-Casa da Moeda, Centro de Estudos Pessoanos, 1981.[8]
- Camilo Pessanha, 1867-1926. Cartas a Alberto Osório de Castro, João Baptista de Castro e Ana de Castro Osório . Lisboa: Imprensa Nacional-Casa da Moeda, 1984. [Da série Biblioteca de autores portugueses ].[9]

- Meu amigo de alma . Palermo : Sellerio, 1984. [Da série La Civiltà perfezionata ].[10]
- Il libro dell'inquietudine di Bernardo Soares . Milão: Feltrinelli, 1987. [Livro do desassossego por Bernardo Soares ].[11]
- The book of disquiet . Londres / Nova York : Serpent's Tail, 1991. [Primeira tradução para inglês do romance Livro do desassossego por Bernardo Soares de Fernando Pessoa].[12]
- Fernando Pessoa. Fausto . Turim : Einaudi, 1991.[13]
- O eu e o outro: para uma análise psicanalítica da obra de Mário de Sá-Carneiro . Lisboa: Quetzal Editores, 1992.[14]
- Poesia de Álvaro de Campos . Milão : Adelphi, 1993.[15]
- E vós, tágides minhas : miscellanea in onore di Luciana Stegagno Picchio . Viareggio (Lucca): M. Baroni, 1999. [Da série Lume a petrolio].[16]
- Con un sogno nel bagaglio: un viaggio di Pirandello em Portogallo . Palermo: Sellerio, 2006. [Da série La nuova diagonale, 60].[17] [Título português: Com um sonho na bagagem : uma viagem de Pirandello a Portugal ; trad. Helena Abreu . Alfragide: Dom Quixote, 2015.[18]